# جون ماكجرو (لاعب كرة قاعدة)
جون ماكجرو (بالإنجليزية: John McGraw)‏ هو لاعب كرة قاعدة أمريكي، ولد في 8 ديسمبر 1890 في Intercourse, Pennsylvania ‏ في الولايات المتحدة، وتوفي في 27 أبريل 1967 في توررانسي في الولايات المتحدة.

## وصلات خارجية
- جون ماكجرو على موقعبيزبول رفرنس.كوم (الدوري الرئيسي) (الإنجليزية)